# Ulrich Goll
Pour les articles homonymes, voir Goll.
Ulrich Goll, né le 2 mai 1950 à Überlingen, est un homme politique allemand membre du Parti populaire démocrate (FDP/DVP).

## Biographie
Après avoir obtenu son Abitur, il suit des études de droit à l'Université de Fribourg-en-Brisgau. En 1975, il passe avec succès son premier examen juridique d'État, et réussit le second deux ans plus tard. Cette même année, il devient assistant de recherche à l'Université de Constance, jusqu'à l'obtention de son doctorat de droit du travail en 1979.
Il entre alors au sein de l'administration régionale, comme conseiller pour le droit et l'ordre public à la préfecture de l'arrondissement de Constance. Il occupe ce poste jusqu'en 1982, lorsqu'il est embauché comme professeur de droit à l'université de sciences appliquées de Ravensburg-Weingarten. Il y enseigne notamment le droit du travail, le droit social, le droit administratif ou encore le droit de la famille.
En 1995, il est désigné chef du personnel de la station de radio publique Südwestfunk à Baden-Baden, et exerce cette fonction pendant un an. Il est également avocat, au sein d'un cabinet spécialisé dans la restructuration et l'insolvabilité dont il est associé, entre 2003 et 2004.

## Parcours politique
Il est élu au conseil municipal de la commune de Salem en 1984. Quatre ans plus tard, il est élu député régional au Landtag du Bade-Wurtemberg, où il devient vice-président et porte-parole du groupe populaire démocrate pour le droit, les affaires constitutionnelles, les médias, l'enseignement supérieur, les sciences et les arts. Il n'est pas réélu en 1992. Il entre à l'assemblée de l'arrondissement de Constance en 1994 mais renonce à ce mandat dès l'année suivante.
Le 12 juin 1996, Ulrich Goll est nommé ministre de la Justice du Bade-Wurtemberg dans la coalition noire-jaune du Ministre-président sortant Erwin Teufel. Reconduit cinq ans plus tard, il démissionne le 12 décembre 2002 afin de travailler dans le secteur privé. Il fait cependant son retour au gouvernement régional le 28 juillet 2004, du fait de la démission de sa successeur, impliqué indirectement dans une affaire présumée de corruption. Il se voit maintenu dans ses fonctions quand Günther Oettinger succède à Teufel le 21 avril 2005.
Élu vice-président du Parti populaire démocrate (FDP/DVP) en juin suivant, il fait son retour au Landtag lors des élections de 2006. Le 14 juin, Ulrich Goll devient Vice-Ministre-président du Land et conserve son portefeuille. Il est remplacé par le social-démocrate Rainer Stickelberger le 12 mai 2011.